# خط کمانی غلاف راست شکم
خط کمانی غلاف راست شکم (انگلیسی: Arcuate line of rectus sheath) که با نام‌های خط نیم‌دایره‌ای (linea semicircularis) یا خط نیم‌دایره‌ای داگلاس نیز شناخته می‌شود، مرز پایینی آزاد لایهٔ پشتی غلاف راست شکم را مشخص می‌کند. در پایین این خط، تنها لایهٔ قدامی غلاف راست شکم وجود دارد و ماهیچه راست شکم مستقیماً با نیام عرضی تماس دارد. خط کمانی به سمت پایین مقعر است.
این خط از سطح داخلی دیواره شکم قابل مشاهده است. خط کمانی ممکن است به‌صورت واضح مشخص باشد، یا به‌صورت کاهش تدریجی رشته‌های زردپی و افزایش برجستگی نیام عرضی ظاهر شود. معمولاً این خط در حدود میانهٔ فاصله میان ناف و التصاق شرمگاهی قرار دارد، اما این موقعیت در افراد مختلف متفاوت است.
سرخرگ بالاشکمی پایینی و سیاهرگ همراه آن از روی خط کمانی عبور کرده و وارد غلاف راست شکم می‌شوند.

## کالبدشناسی
بالای خط کمانی، زردپی پهن ماهیچه مایل درونی شکم به دو لایهٔ قدامی و پشتی تقسیم می‌شود و ماهیچه راست شکم را در هر دو جهت در بر می‌گیرد. لایهٔ قدامی از زردپی ماهیچه مایل بیرونی شکم و بخش قدامی زردپی ماهیچه مایل درونی شکم تشکیل شده است. لایهٔ پشتی از بخش پشتی زردپی ماهیچه مایل درونی شکم و زردپی ماهیچه عرضی شکم ساخته شده است.
در پایین خط کمانی، زردپی‌های ماهیچه مایل بیرونی شکم، ماهیچه مایل درونی شکم و ماهیچه عرضی شکم با هم ترکیب شده و در جلوی ماهیچه راست شکم عبور می‌کنند. بنابراین، در این ناحیه، ماهیچه راست شکم مستقیماً بر روی نیام عرضی قرار دارد.

## اهمیت بالینی
فتق اشپیگل و به‌ندرت فتق خط کمانی ممکن است در پایین خط کمانی ایجاد شوند.
برای دسترسی به فضای پشت‌شرمگاهی و فضای پشت‌کشاله‌ای در جراحی‌های ترمیم خلفی شکم و آزادسازی ماهیچه عرضی شکم، باید خط کمانی را در کناره‌ترین بخش آن برش داد.